# Барон Гизборо
Барон Гизборо из Кливленда в графстве Йоркшир — наследственный титул в системе Пэрства Соединённого королевства. Он был создан 23 июня 1917 года для консервативного политика Ричарда Чалонера (1856—1938). Ранее он представлял в Палате общин Великобритании Вестбери (1895—1900) и Аберкромби (1910—1917). Родился как Ричард Лонг, сын Ричарда Пенраддока Лонга, в 1881 году получил королевское разрешение на фамилию «Чалонер», в качестве условия наследования собственности в Гизборо и Гизборо Холла после смерти его родственника, адмирала Томаса Чалонера. Последний по женской линии был потомком Роберта де Брюса, 1-го лорда Аннандейла, который основал монастырь Гизборо. Старший сын и наследник лорда Гизборо, Ричард Годольфин Хью Лонг (1883—1917), случайно погиб во Франции в 1917 году при охране немецких военнопленных и был похоронен в Кале. Поэтому лорду Гизборо наследовал его второй сын, Томас Уэстон Пил Лонг Чалонер, 2-й барон Гизборо (1889—1951).
По состоянию на 2024 год носителем титула являлся сын последнего, Томас Ричард Джон Лонг Чалонер, 3-й барон Гизборо (род. 1927), который стал преемником своего отца в 1951 году. Ричард Чалонер занимал посты лорда-лейтенанта Кливленда (1981—1996) и Северного Йоркшира (1996—2001).
Известный консервативный политик Уолтер Лонг, 1-й виконт Лонг (1854—1924), был старшим братом первого барона Гизборо.

## Бароны Гизборо (1917)
- 1917—1938: Ричард Годольфин Уолмсли Чалонер, 1-й барон Гизборо (12 октября 1856 — 23 января 1938), сын политика Ричарда Пенраддока Лонга (1825—1875)[1];
- 1938—1951: Томас Уэстон Пил Лонг Чалонер, 2-й барон Гизборо (6 мая 1889 — 11 февраля 1951), второй сын предыдущего[2];
- 1951 — настоящее время: Подполковник (Томас) Ричард Джон Лонг Чалонер, 3-й барон Гизборо (род. 1 июля 1927), единственный сын предыдущего[3];
  - Наследник титула: достопочтенный Томас Перегрин Лонг Чалонер (род. 17 января 1961), старший сын предыдущего[4].